# Cydistus minor
Cydistus minor är en skalbaggsart som beskrevs av Bolívar y Pieltain 1913. Cydistus minor ingår i släktet Cydistus och familjen Rhagophthalmidae. Inga underarter finns listade i Catalogue of Life.